# 猛虎已覺醒
《猛虎已覺醒》（英語：Tiger Zinda Hai）是一部2017年印度印地語動作驚悚片，由阿里·阿巴斯·薩法爾編導並與尼萊什·米斯拉合作構思故事。本片為2012年電影《猛虎英雄傳》的續集，雅什·拉吉影片公司出品，也是YRF間諜宇宙的第二部電影。前集的沙曼·罕、卡特麗娜·卡芙和吉里什·卡纳德回歸飾演各自的角色，其他主演包括薩賈德·德拉弗魯茲、安格·貝迪、庫瑪·米夏拉及帕莱什·拉瓦尔。電影劇情接續前集，印度間諜「猛虎」（罕飾演）與妻子柔雅（Zoya，卡芙飾演）走出藏身處，營救被伊拉克恐怖組織ISC挾為人質的護士們。
在《猛虎英雄傳》取得成功後，續集投入開發，但前集編導卡比爾·罕拒絕回歸拍攝續集，導致續集的製作面臨多次延誤。薩法爾隨後被聘為編導。故事靈感來自2014年的ISIL綁架印度護士事件。電影在2016年開始製作，2017年完成拍攝。拍攝地點包括阿布達比、奧地利、希臘和摩洛哥。其製作預算達12至13億盧比，上映時成為成本最高的印地語電影。
《猛虎已覺醒》2017年12月22日在全球上映，並取得影評界好評居多的口碑。與前集相仿，本片在院線上映期間創下了多項票房紀錄，全球票房收入超過56億盧比（8696萬美元），成為印度電影票房史上第14位的電影，更以11.4億盧比（1751萬美元）創下了印地語電影首週末票房最高紀錄。本片在第63屆印度電影觀眾獎上獲得最佳動作獎。續集為2023年上映的《猛虎3》。

## 劇情
2017年11月，即猛虎與柔雅私奔事件的八年後，一名美國記者在伊拉克試圖向中央情報局（CIA）報告他們最近的活動，但被恐怖組織ISC發現並滅口。在提克里特的一處街區上，ISC領導者阿布·烏斯曼被伊拉克軍隊槍擊，並被送往當地醫院，該醫院也是印度和巴基斯坦護士的訓練中心。烏斯曼佔領醫院並下令讓大批ISC士兵圍在身旁，導致一心想捉拿他的CIA準備對醫院進行空襲。在此期間，印度護士瑪莉亞偷偷致電給印度駐伊拉克大使。CIA告訴印度調查分析局（RAW）負責人薛諾伊，在下令空襲之前，他有七天的時間來營救護士們。
猛虎與柔雅現已結婚，育有一子「二世」，隱居於因斯布鲁克。薛諾伊帶著RAW特務卡蘭·拉奧來到這對夫妻的家中，希望猛虎來執行人質救援任務。儘管一開始很不情願，但在柔雅的堅持下，猛虎仍接受。猛虎帶上精選的RAW特務團隊前往與伊拉克交界的敘利亞，成員包括：狙擊手阿贊、拆彈專家納米特和駭客拉凱許。他們前往伊拉克，偽裝成煉油廠的非法移民工人，該煉油廠由印度伊斯蘭安全委員會的托赫班和烏斯曼的副手阿米爾·阿里-巴格達維經營。猛虎在提克里特找到了為自己提供物資的管理者帕凡，但他們被迫營救烏斯曼派來的人肉炸彈兒童哈桑。
雖然成功救走哈桑，但帕凡被ISC槍殺，而猛虎則與意外到來的柔雅險些逃脫。原來，巴基斯坦三軍情報局（ISI）為了巴基斯坦護士人質而前來，柔雅也加入了行動；猛虎最終決定ISI和RAW應該共同努力拯救護士。當天晚上，猛虎及其團隊在煉油廠製造了可控爆炸並假裝燒傷，讓他們得以被送往醫院。猛虎得知托赫班實際上是RAW臥底特務「菲爾道斯」，受薛諾伊委託監視猛虎等人。猛虎與柔雅分頭行動；柔雅藉由巴格達維的女奴隸們，進入會議中心取得醫院平面圖，並刺殺了巴格達維。在醫院，拉凱許偷偷在ISC的食物中下毒，並讓護士們施打鎮定劑，導致將近一半的ISC昏迷不醒。
猛虎等人打算藉機逃離，但短暫與CIA合作的柔雅被烏斯曼捉住，令烏斯曼捉住了猛虎等人。猛虎成功掙脫束縛後，帶著團隊及護士開始撤離醫院，最終成功消滅了大部分ISC軍隊，但阿贊在衝突中陣亡。猛虎在鍋爐房裡發現了被鐵鍊綁住的柔雅，並刺傷了烏斯曼，但自己留下來救柔雅。醫院在美國空襲中被炸毀，RAW和ISI成員帶著護士們進入邊界離開，菲爾道斯開槍殺死了受傷的烏斯曼。一年後（2018年8月15日），薛諾伊接到猛虎從希臘打來的電話，猛虎告訴他，知道RAW和ISI不會「放過」他們，因此與妻小躲了起來；但猛虎保證，自己仍忠於祖國。與此同時，猛虎與柔雅已收養了哈桑。

## 演員
- 沙曼·罕飾演阿維納希·「猛虎」·辛格·拉索爾／曼尼希·錢德拉（Manish Chandra）：前RAW特務，原與妻子柔雅一起隱居，但被RAW找回執行伊拉克救援行動。
- 卡特麗娜·卡芙飾演柔雅·胡邁米-拉索爾（Zoya Humaimi-Rathore）：ISI特務，原與丈夫猛虎一起隱居，後與ISI共同支援猛虎。
- 薩賈德·德拉弗魯茲（英语：Sajjad Delafrooz）飾演阿布·烏斯曼（Abu Usman）：伊拉克恐怖組織ISC的領導者，曾在美國紐約的一間語言學校擔任教授。
- 安格·貝迪（英语：Angad Bedi）飾演納米特·卡納上尉（Captain Namit Khanna）：RAW特務兼拆彈專家。
- 庫瑪·米夏拉（英语：Kumud Mishra）飾演拉凱許·普拉薩德·喬拉西亞蘇貝達爾（英语：Subedar）：RAW駭客。
- 吉里什·卡纳德（英语：Girish Karnad）飾演阿吉特·薛諾伊（Ajit Shenoy）：RAW負責人。
- 帕莱什·拉瓦尔（英语：Paresh Rawal）飾演菲爾道斯／托赫班（Firdaus / Tohbaan）：ISC的信奉者兼煉油廠經營者之一，實為臥底北方邦薩哈蘭普爾的RAW特務，
- 派瑞許·帕胡賈（Paresh Pahuja）飾演阿贊·阿克巴少校（英语：Indian Army ranks and insignia）：來自加塔克部隊（英语：Ghatak Platoon）的RAW狙擊手。
- 阿南特·維哈特·夏爾馬（Anant Vidhaat Sharma）飾演卡蘭·拉奧（Karan Rao）：薛諾伊的副手。
- 加维·查哈尔（英语：Gavie Chahal）飾演阿布拉上尉（Captain Abrar）：ISI特務。
- 丹尼許·巴特（Danish Bhatt）飾演賈維德上尉（Captain Javed）：ISI特務。
- 艾努普瑞雅·葛印卡（英语：Anupriya Goenka）飾演普娜（Poorna）：醫院護士。
- 妮哈·辛吉（英语：Neha Hinge）飾演瑪莉亞（Maria）：醫院護士。
- 卡什米拉·伊拉尼（英语：Kashmira Irani）飾演莎娜（Sana）：醫院護士。
- 納瓦布·沙阿（英语：Nawab Shah (actor)）飾演帕凡（Pawan）：RAW臥底特務，猛虎在伊拉克的管理者。
- 薩爾·優素福（英语：Sal Yusuf）飾演阿米爾·阿里-巴格達維（Amir Al-Baghdawi）：ISC成員和兼烏斯曼的二把手，與菲爾多斯共同經營煉油廠。
- 薩爾塔傑·卡卡爾（Sartaaj Kakkar）飾演二世（Junior）：猛虎與柔雅之子。
- 傑尼特·拉斯（Jineet Rath）飾演哈桑（Hassan）：烏斯曼的追隨者，被猛虎救出後收為養子。
- 伊萬·羅德里格斯（英语：Ivan Sylvester Rodrigues）飾演印度大使（英语：List of ambassadors and high commissioners of India）
- 悉達多·巴蘇（英语：Siddhartha Basu）飾演印度外交部長（英语：Minister of External Affairs (India)）

## 發行
《猛虎已覺醒》的首支預告片於2017年11月6日發布，24小時內打破了YouTube上印地語電影預告片的多項紀錄，觀看次數超過2900萬。11月11日，該預告片以70萬個讚成為YouTube上最受歡迎的電影預告片，超過了當時的《STAR WARS：原力覺醒》（2015年）。該紀錄後來被《復仇者聯盟3：無限之戰》（2018年，獲得了約200萬個讚）的預告片超越。
《猛虎已覺醒》2017年12月22日於全球上映。該片獲得印度中央電影認證委員會頒發的U/A證書。雖然片中有一首由巴基斯坦歌手阿蒂夫·阿斯拉姆演唱的歌曲，但電影並未獲得巴基斯坦中央電影審查委員會頒發的無異議證書，其原因與《猛虎英雄傳》相同，「巴基斯坦及其國家的形象執法機構」已受損。
本片的上映引發爭議，並面臨班吉种姓群體的抗議，沙曼·罕據稱發表了種姓歧視言論，將自己表演中的舞蹈技巧與環衛工人「或班吉」作比較。希爾柏·謝迪也跟著附和並一起笑。班吉种姓群體對兩位演員提起法律訴訟，指控他們傷害了他們的感情。
馬哈拉施特拉邦改革黨也曾抗議敦促孟買電影院宣傳馬拉地語電影《德瓦》（2017年），而不是《猛虎已覺醒》，但並未成功。他們的領導人稱，同時上映的《德瓦》和《一個陌生人》（Ek Atrangi）等馬拉地語電影被《猛虎已覺醒》搶走了大銀幕。

## 外部連結
- 互联网电影数据库（IMDb）上《猛虎已覺醒》的资料（英文）
- 《猛虎已覺醒》的Bollywood Hungama頁面
- 爛番茄上《猛虎已覺醒》的資料（英文）